# 棟方公寿
棟方 公寿（むなかた こうじゅ、1967年1月10日 - ）は、青森県出身のバスケットボール選手・指導者である。現役時代のポジションはガード。

## 来歴
鶴田町生まれ。弘前実業高校から拓殖大学を経て、1989年に日本鉱業（後のジャパンエナジー、現・JX金属）に入社しバスケットボール部に所属。
1993年、オールジャパン優勝に貢献。
1998年、ジャパンエナジー休部に伴い、トヨタ自動車ペイサーズ（現アルバルク）に移籍。主将も務め、スーパーリーグ2001-02優勝に貢献。
2005年、選手兼任アシスタントコーチに就任。
2度の年間ベスト5賞など個人タイトルも獲得し、スーパーリーグ2005-06優勝を花道に引退。アシスタントコーチ専任となる。
2008年、トヨタ自動車アルバルクヘッドコーチに就任。2010年、ヘッドコーチを退任。
2011年、日立ハイテク クーガーズヘッドコーチ就任。
2013年退任、同年、地元からbjリーグに新規参入する青森ワッツのヘッドコーチに就任。2シーズン連続でチームをプレイオフに導く実績を残した。
2015年限りで青森のヘッドコーチを退任。同年より信州ブレイブウォリアーズのヘッドコーチに就任。
2016年、パスラボ山形ワイヴァンズのヘッドコーチに就任。2017年退任。その後東京羽田ヴィッキーズのHCに就任。2021年退任。
2022年、上武大学男子バスケットボール部の監督に就任。

## 経歴
- 弘前実業高 - 拓殖大 - 日本鉱業/ジャパンエナジー（1989年〜1998年） - トヨタ自動車（1998年〜2006年、2005年よりAC兼任） - トヨタ自動車AC（2006年〜2008年） - トヨタ自動車HC（2008年〜2010年） - 日立ハイテクHC（2011年～2013年） - 青森ワッツHC（2013年～2015年） - 信州ブレイブウォリアーズ（2015年～2016年） - パスラボ山形ワイヴァンズ（2016年～2017年） - 東京羽田（2017年～2021年） - 上武大学（2022年～）

## 受賞歴
- 1992年 日本リーグアシスト王・年間ベスト5賞
- 1994年 日本リーグベスト5
- 2001年 年間ベスト5賞

## 日本代表歴
- 1989年ユニバーシアード